# Тім Галль
Тім Галль (люксемб. Tim Hall, нар. 15 квітня 1997, Еш-сюр-Альзетт) — люксембурзький футболіст, центральний захисник клубу «Етнікос» та національної збірної Люксембургу.

## Клубна кар'єра
Народився 15 квітня 1997 року в місті Еш-сюр-Альзетт. Вихованець юнацьких команд «Ф91 Дюделанж», бельгійського «Стандарда» (Льєж) та німецького «Саарбрюкена».
У дорослому футболі дебютував у Німеччині 2016 року виступами за другу команду німецького нижчолігового клубу «Ельферсберг». Не пробившись до головної команди навіть у цьому клубі, наступного року молодий люксембуржець уклав контракт з бельгійським «Льєрсом», в якому відіграв один сезон, лише епізодично з'являючись на полі.
2018 року повернувся на батьківщину, ставши гравцем клубу «Прогрес». А вже за рік, влітку 2019, перебрався до України, уклавши контракт з львівськими «Карпатами». За львівську команду, як інший люксембуржець Марвін Мартінс, провів увесь чемпіонат до його кількамісячного припинення через світову пандемію коронавірусу, був одним із лідерів оборони. Покинув клуб вільним агентом.
Приєднався до португальського «Жил Вісенте» в серпні 2020 року, але хворів коронавірусом і до кінця року зіграв лиш один матч, в якому його команда програла.
У січні 2021 року перейшов до польської «Вісли». І хоча підписав контракт на декілька років, покинув клуб буквально за 9 днів через конфлікт із тренером.

## Виступи за збірні
2013 року дебютував у складі юнацької збірної Люксембургу, взяв участь у 12 іграх на юнацькому рівні, відзначившись одним забитим голом.
У березні 2017 року дебютував в офіційних матчах у складі національної збірної Люксембургу.
| Дата      | Місто             | Господарі  | Результат | Гості      | Турнір           | Голи | Примітки |
| --------- | ----------------- | ---------- | --------- | ---------- | ---------------- | ---- | -------- |
| 28-3-2017 | Есперанж (комуна) | Люксембург | 0 – 2     | Кабо-Верде | товариський матч | -    | 73'- 76' |
| Усього    |                   | Матчів     | 1         |            | Голів            | 0    |          |